# 元怡
元怡（？—？），河南郡洛阳县（今河南省洛阳市东）人，追尊魏景穆帝拓跋晃之孙，南安惠王元桢之子，北魏宗室、官员。

## 生平
元怡以步兵校尉为起家官，转任城门校尉，升任鄯善镇将。元怡所在各地都是贪婪残暴，被有关部门检举，元怡逃跑流窜得以免罪。延昌年间，元怡去世。魏孝庄帝元子攸初年，因为元怡是尔朱荣夫人北乡公主的哥哥，越级赠予骠骑大将军、太尉公、雍州刺史、扶风王。

## 家庭

### 兄弟姐妹
- 元英，北魏使持节、都督南征诸军事、假征南将军、中山献武王
- 元彬，北魏征虏将军、汾州刺史
- 元并洛
- 北乡公主，嫁尔朱荣

### 妻妾
- 卫氏[3][4]

### 儿子
- 元肃，北魏骠骑大将军、太师、鲁郡王
- 元晔，北魏东海王，曾一度称帝